# 諏訪神社 (各務原市那加桐野町)
諏訪神社（すわじんじゃ）は、岐阜県各務原市那加桐野町に鎮座する神社（諏訪神社）

## 概要
各務原市那加桐野町（旧・各務郡桐野村）の産土神である。創建時期は不詳。
現在の社殿などは1938年（昭和13年）に改築。1971年（昭和46年）には境内の整備が行われている。

## 祭神
- 建御名方神

## 境内社
- 秋葉神社